# Vegetarische Küche

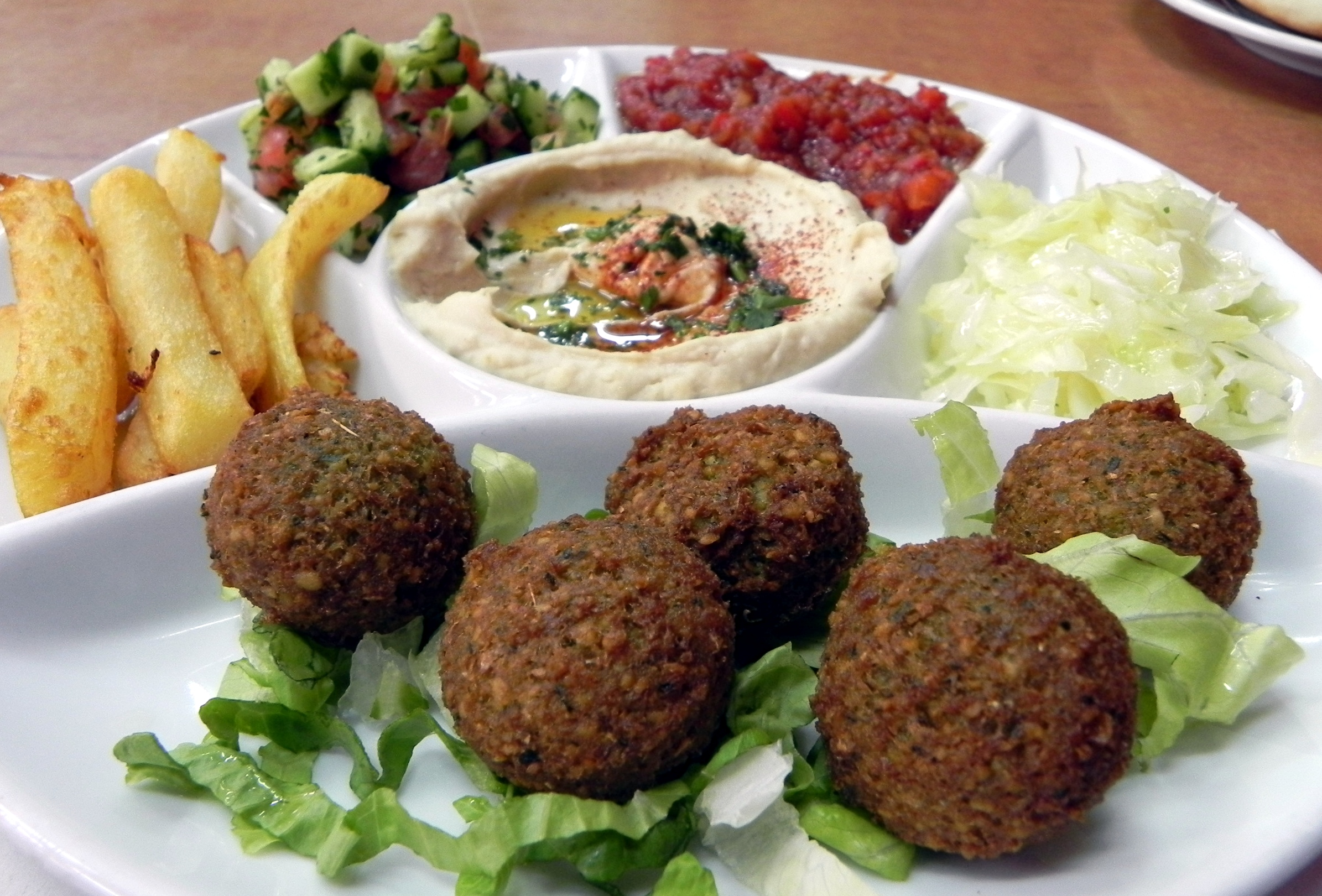
Vegetarische Platte mit Falafel, Hummus und Salat

Als vegetarische Küche werden Gerichte zusammengefasst, bei denen bewusst auf Lebensmittel tierischen Ursprungs verzichtet wird, Ausnahmen können Milchprodukte, Eier und Honig darstellen. Während der weltanschauliche Begriff Vegetarismus im 19. Jahrhundert in England entstand, gibt es ähnliche Ernährungsweisen erheblich länger.
Eine ovo-lacto-vegetarische Kost bezieht, neben pflanzlichen Lebensmitteln, Eier und Milchprodukte mit ein; ovo-Vegetarier verwenden zusätzlich nur Eier, lacto-Vegetarier nur Milchprodukte.
In der veganen Küche werden sämtliche Produkte tierischen Ursprungs ausgelassen.

## Historische und regionale Hintergründe
Indien hat die weltweit größte vegetarische Bevölkerung. Laut einer Studie des in den USA ansässigen Anthropologen Balmurli Natrajan und des in Indien tätigen Ökonomen Suraj Jacob sind etwa 20 % der indischen Bevölkerung Vegetarier. Diese weitverbreitete vegetarische Lebensweise ist in den historischen Wurzeln des Landes verankert, da bereits zur Zeit der Veden eine vegetarische Küche existierte. Die frühe Geschichte der indischen Ernährung, insbesondere während der vedischen Zeit, wurde durch das Konzept der Guṇa geprägt – ein zentraler Begriff der hinduistischen Philosophie, der sich auf Qualität oder Beschaffenheit bezieht. Man ging davon aus, dass die drei Guṇas – Sattva, Rajas und Tamas – in den Formen „vegetarisch“, „würzig“ und „fleischlich“ erscheinen. Brahmanen, die Priester der obersten Kaste, hielten sich häufig an vegetarische Ernährungsgewohnheiten, die von der Sattva-Philosophie geleitet wurden.
Mit dem Buddhismus verbreitete sich die vegetarische Küche auch in China. Aufzeichnungen belegen, dass Mönche bereits in der Song-Dynastie (10. Jahrhundert) „vegetarisches Fleisch“ auf Tofubasis verzehrten. Diese Gerichte, bekannt als „Fang Hun Cai“ („Fleischimitatgericht“), entstanden, weil Klöster sich an die Erwartungen von Pilgern und Gönnern anpassen mussten, die fleischbasierte Mahlzeiten bevorzugten. So wurden vegetarische Gerichte zubereitet, die Fleischgerichte imitierten. Auch heute findet man in China zahlreiche Fleischersatzgerichte, wie gebratenes „Krabbenfleisch“ aus Kartoffeln und Karotten in Shanghai oder „zweimal gegartes Schweinefleisch“ ohne Fleisch in Sichuan. Chinas vegetarische Kultur blieb nach dieser Zeit relativ unverändert, bis in der republikanischen Ära (1912–1949) politische Reformer wie Sun Yat-Sen und Cai Yuanpei Vegetarismus als hygienischere und kostengünstigere Ernährung propagierten, um die Nation zu stärken. Diese säkulare Bewegung konnte jedoch die traditionellen Essgewohnheiten kaum beeinflussen.
Der Vegetarismus brauchte einige Zeit, um sich im Westen zu etablieren. Einer der frühesten Verfechter war der griechische Philosoph Pythagoras, der um 530 v. Chr. in einer von ihm in Italien gegründeten Schule den Vegetarismus lehrte. Seine Philosophie der Seelenwanderung sah im Töten von Lebewesen eine Form von Mord. Daher wurde der Vegetarismus auch als „Enthaltsamkeit vom Beseelten“ bezeichnet. Pythagoras verbot seinen Schülern zudem den Verzehr von Eiern und das Tragen von Wollkleidung.

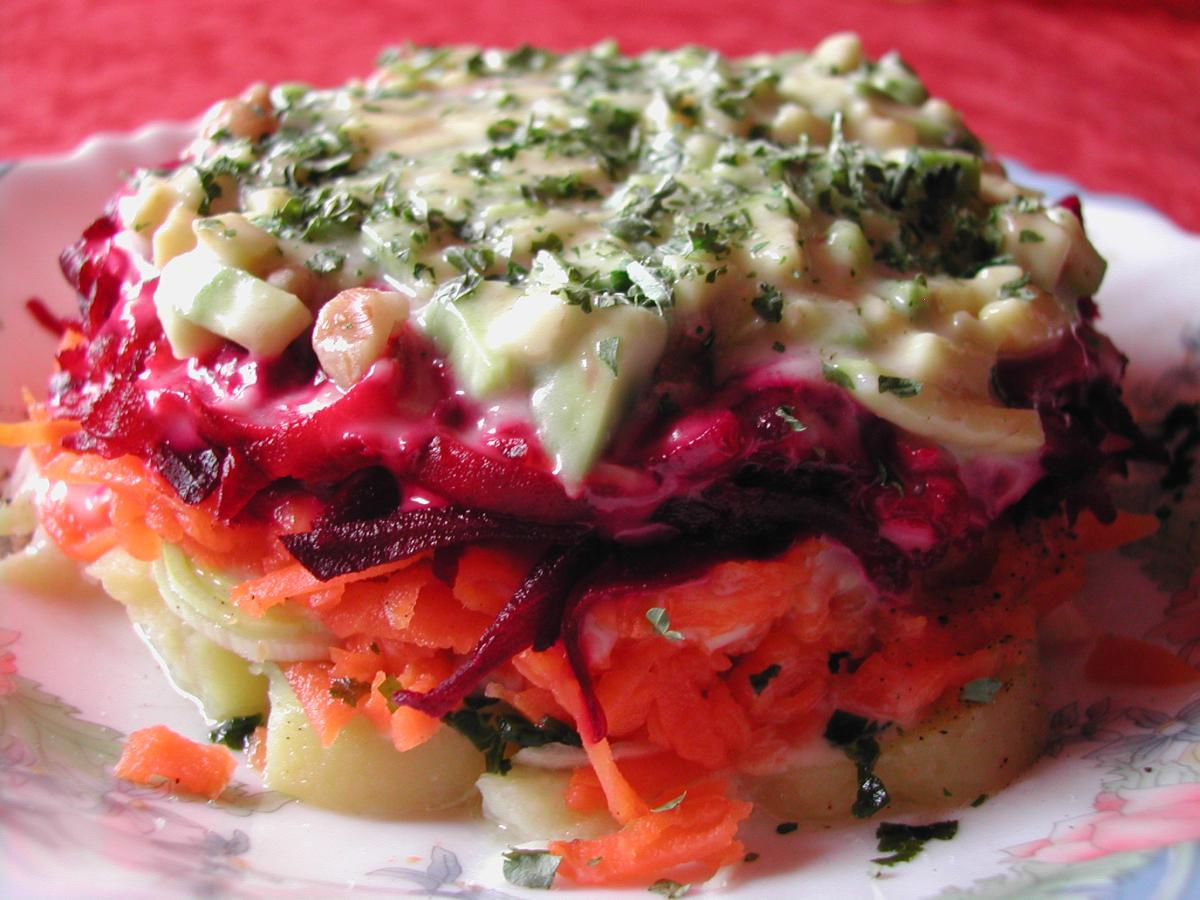
Vegetarischer Schichtsalat

 Neben gesundheitlichen und ethisch-moralischen Ursachen ist Albert Wirz zufolge der Trend zum Vegetarismus bereits vor dem Ersten Weltkrieg eine Reaktion auf die durch die damalige Industrialisierung und Globalisierung hervorgerufenen Umbrüche. Neben einer häufigen Ablehnung von Fleisch wurden auch unterschiedliche Zubereitungsarten propagiert, so bei den verschiedenen Ernährungslehren der Rohkost oder Vollwerternährung. Im Sinne Pierre Bourdieus Hauptwerk Die feinen Unterschiede stehen dabei geschmackliche Vorlieben als kulturelles und soziales Distinktionsmittel von verschiedenen sozialen Gruppen. Der moderne Vegetarismus ging von Teilen der Oberschichten aus, die, im Volksmund als „Kohlrabiapostel“ verspottet, Vorstellungen vom Essen und vom Körper mit einer allgemeinen Zivilisationskritik und Ansätzen zu einer breiten Lebensreform verbanden. Dabei hatte der deutschsprachige Raum eine wichtige Rolle inne. In Dresden fand 1908 die Gründung der Internationalen Vegetarier-Union (IVU) statt. Der deutsche 1867 im thüringischen Nordhausen gegründete Vegetarierbund stellt weltweit die zweitälteste Vegetariervereinigung dar.
Peter Brang zufolge spielte im zaristischen Russland die vegetarische Küche, entsprechende Restaurants und Vereinigungen auch eine bedeutende politische Rolle, da eine vegetarische Lebensweise nach dem Vorbild Tolstois als Kennzeichen der intellektuellen politischen Opposition galt. Dabei trennte bereits die altrussische Küche zwischen Fleisch und Gemüse sowie Fasten- (vegetarisches, Pilze und Fisch) und Festtagsspeisen (Fleisch, Butter, Eier, Milch) und wies eine Vielzahl an für Vegetarier geeigneten Gerichten auf.

## Deutsche und regionale vegetarische Küche

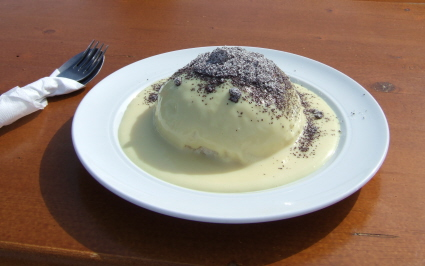
Germknödel als klassisches fleischloses Gericht an Freitagen in Süddeutschland

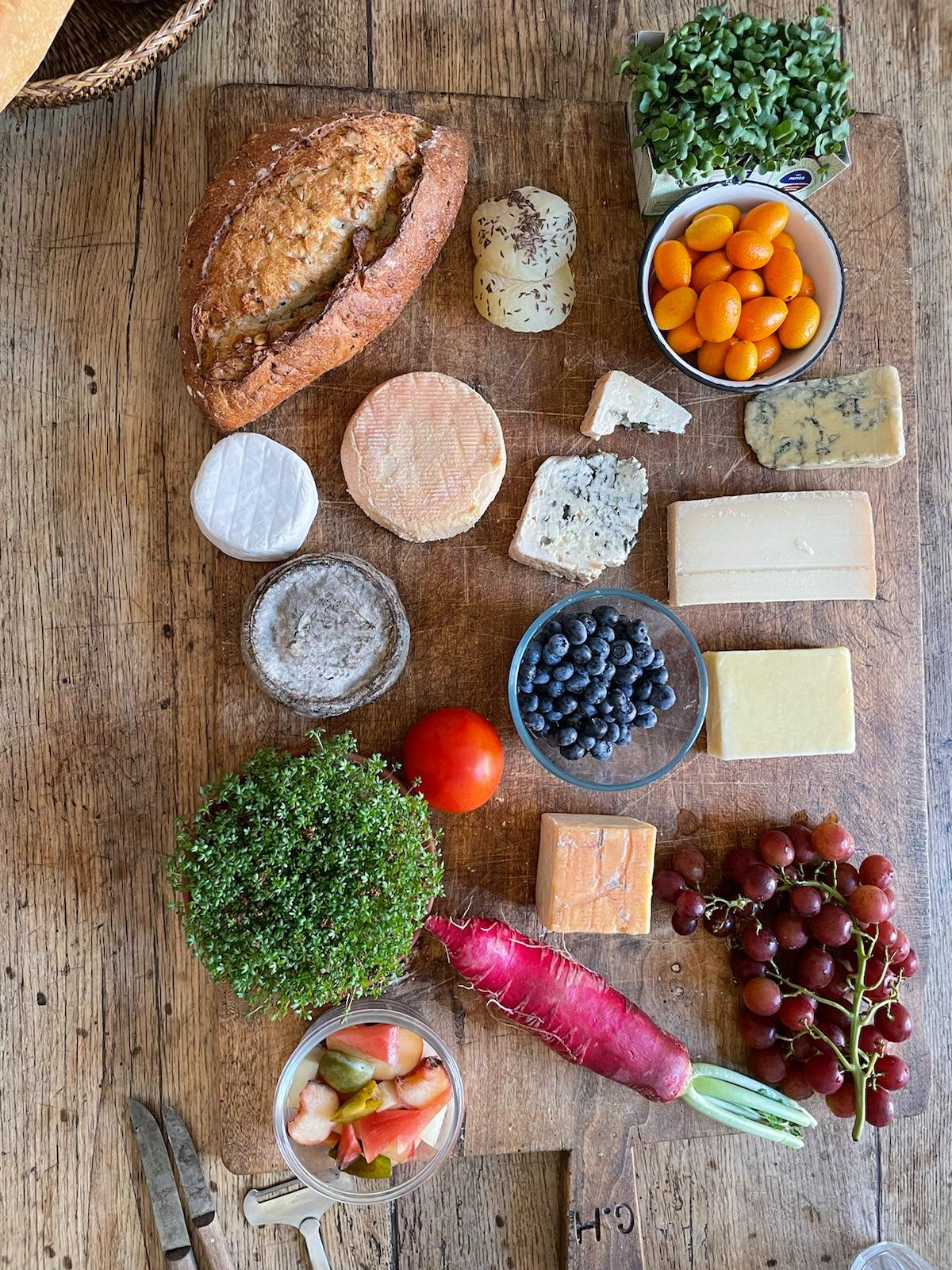
Eine große Käseplatte, dazu Brot, Früchte und Gemüse

Klassische Vertreter der deutschsprachigen Küche warnen davor, vegetarische Gerichte als „Mangelernährung“ zu gestalten. Viele süddeutsche traditionelle vegetarische Hauptgerichte gehen auf die Sitte zurück, in der Fastenzeit und an Fastentagen auch ein fleischloses Hauptgericht anzubieten. Verbreitet und empfohlen wird auch die Kombination von stärkehaltigen Nahrungsmitteln, wie Kartoffeln und Mehl, zusammen mit Käse und Eiern als Eiweißlieferant anstatt Fleisch, so in Käsefondue, Kässpätzle, vegetarischem Baeckeoffe oder Gaisburger Marsch und Gerichte.
Die moderne vegetarische Küche unterscheidet sich von der traditionellen Fleischküche nicht nur durch die Zutaten, sondern setzte sich bereits früh gegenüber einer Fleischlos- und Fastenküche auch durch veränderte Zubereitungsarten und Darreichungsformen ab.
Entsprechende Köche wie Chad Sarno sind dabei weniger an einem reinen Ersatz von tierischen Produkten durch andere interessiert, sondern legen besonderes Augenmerk auf eine u. a. an die Molekularküche angelehnte Zubereitung, die das Geschmackserlebnis besonders verstärken soll.

## Internationale Verbreitung der vegetarischen Küche

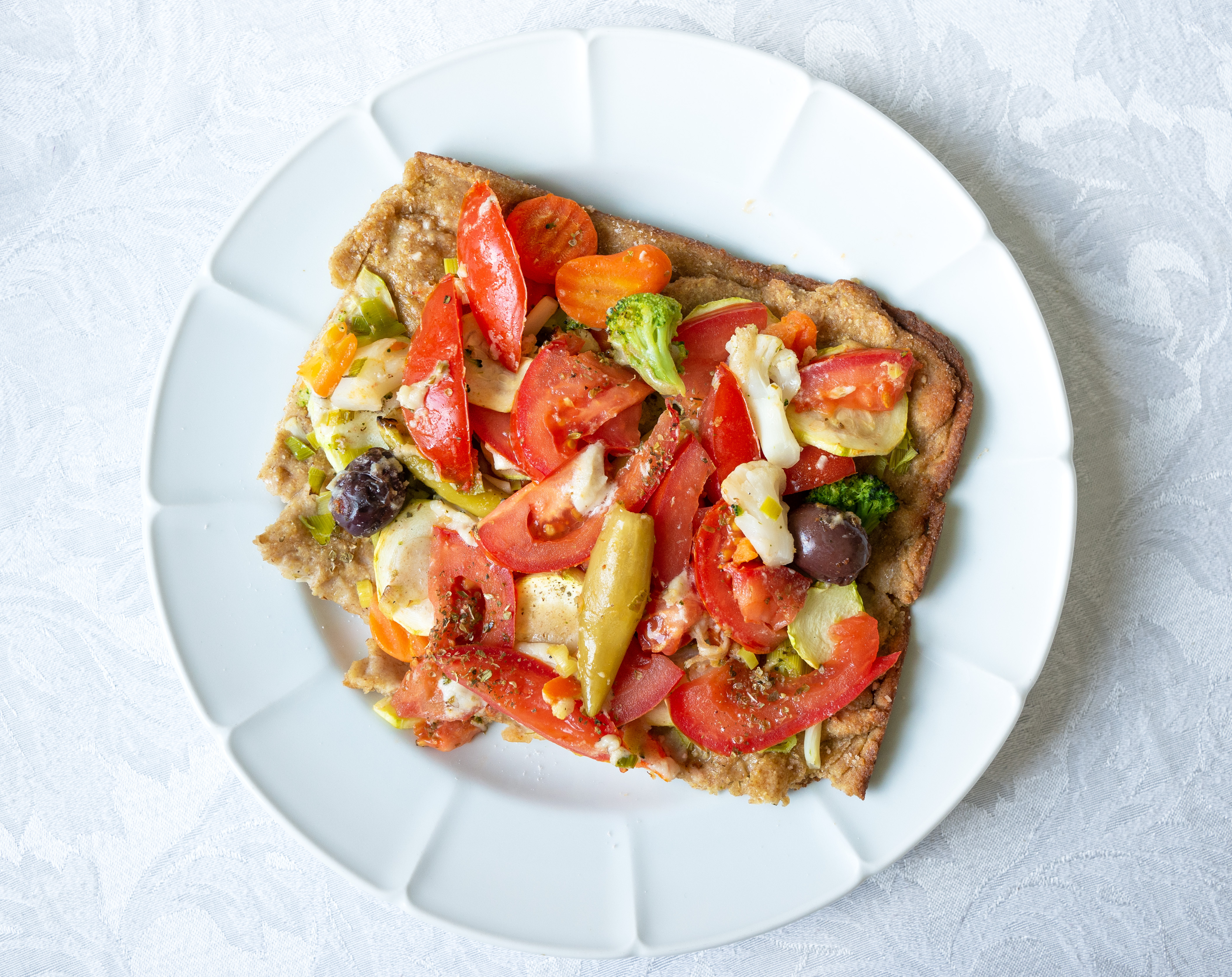
Vegetarische Pizza

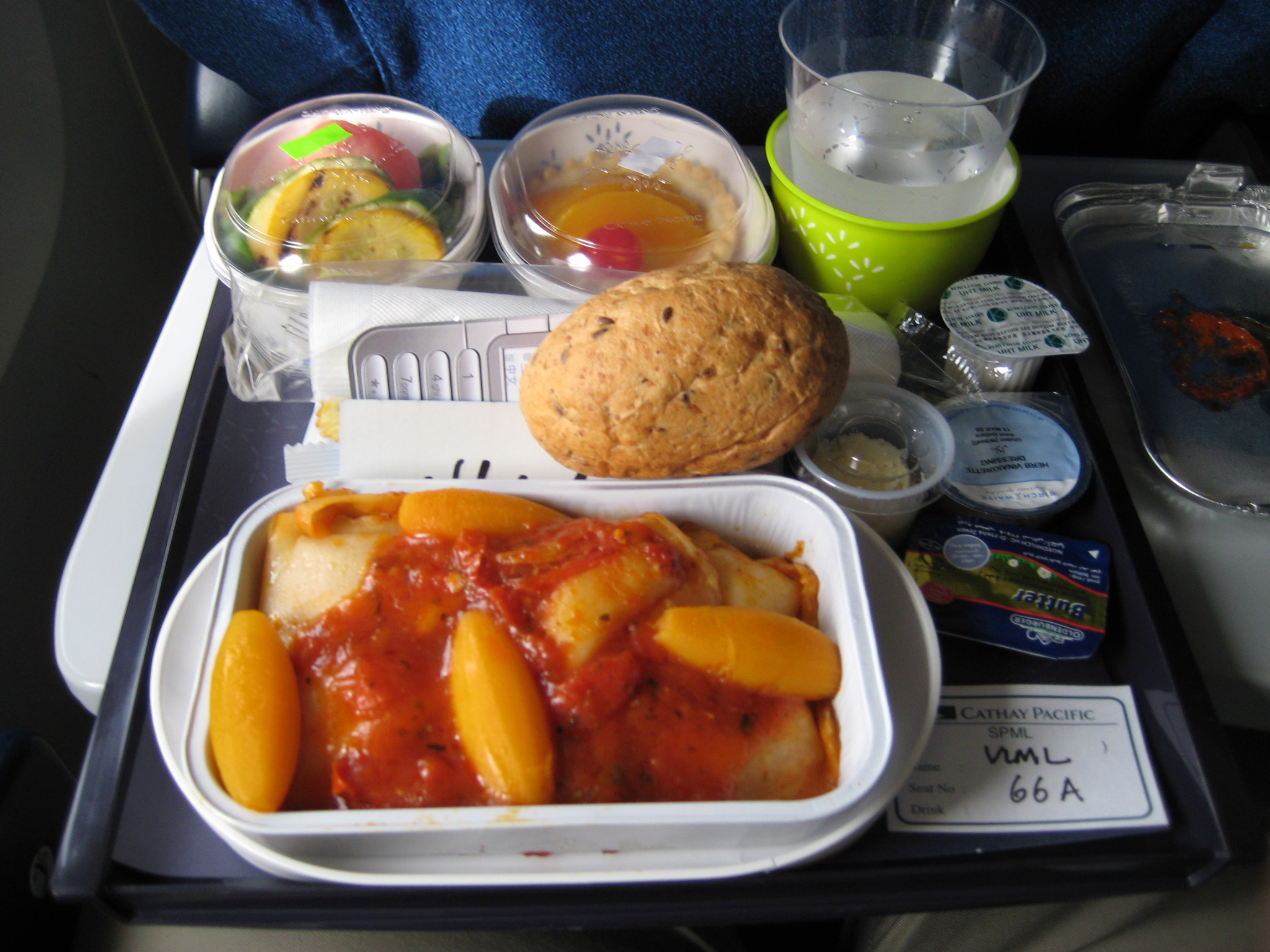
Vegetarisches Bordessen einer Fluglinie

Vielfältige Landesküchen wie die Italienische Küche weisen auch eine Reihe von für Vegetarier adaptierbaren oder geeigneten Gerichte auf. Dabei gelten Antipasti, Pasta und Pizzagerichte nur als Vorspeise in einer vollwertigen Menüfolge, während sie in der vegetarischen Küche wie auch der einfachen Gastronomie und Alltagsküche als für sich stehende Hauptgerichte serviert werden.
Ähnlich werden eine Vielzahl von fleischlosen Gerichten, Vorspeisen und Gemüsezubereitungen aus den asiatischen Küchen und in den orientalischen Küchen für die Bedürfnisse von Vegetariern adaptiert. Solche Gerichte aus der vegetarischen Küche finden sich zunehmend als Abschnitt in den klassischen Menükarten.
Ein Interesse an qualitätvoller vegetarischer Küche wie auch gehobene Ansprüche drückt sich im Erscheinen einiger vegetarischer Restaurants in deutschen Restaurantführern wie dem Schlemmer Atlas aus. In der Spitzengastronomie sind mit der Ausnahme weniger Pioniere wie Alain Passard, Rolf Hiltl und Pietro Leemann vegetarische Spitzenköche und deren Restaurants so gut wie nicht vertreten.
Bei Langstreckenflügen gehört ein vegetarisches Gericht neben traditioneller Fleischküche oft, aber nicht immer, zum Angebot des Flugzeugessens. Genauso bieten einige Armeen militärische Verpflegungspakete (Einmannpackungen) für Vegetarier an.
Bei Gemeinschaftsverpflegung hat vegetarische Küche den Vorteil, dass sie religiösen Speisevorschriften zwar nicht voll entspricht, aber eine Art gemeinsamen Nenner bildet.

## Zutaten für Fleischersatz

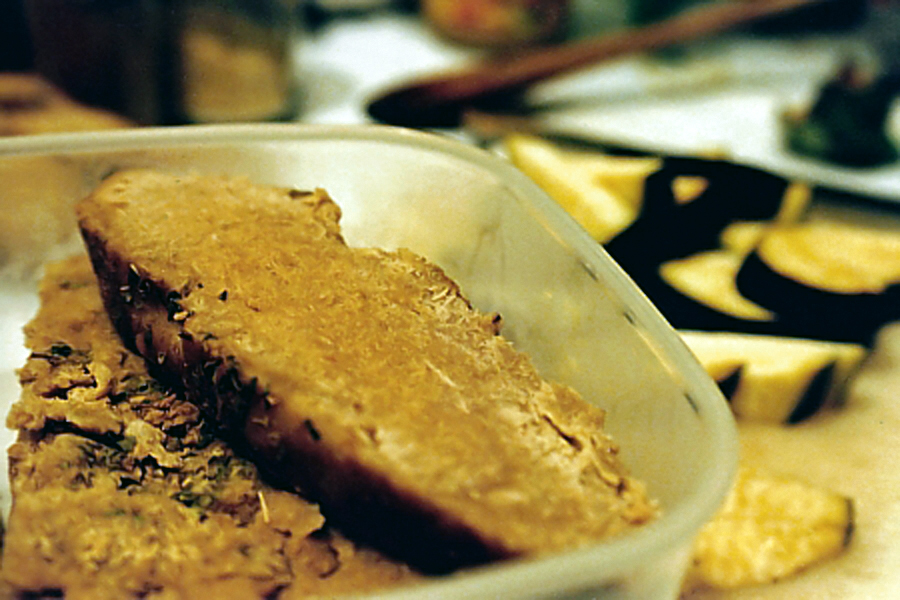
Ein Stück Seitan

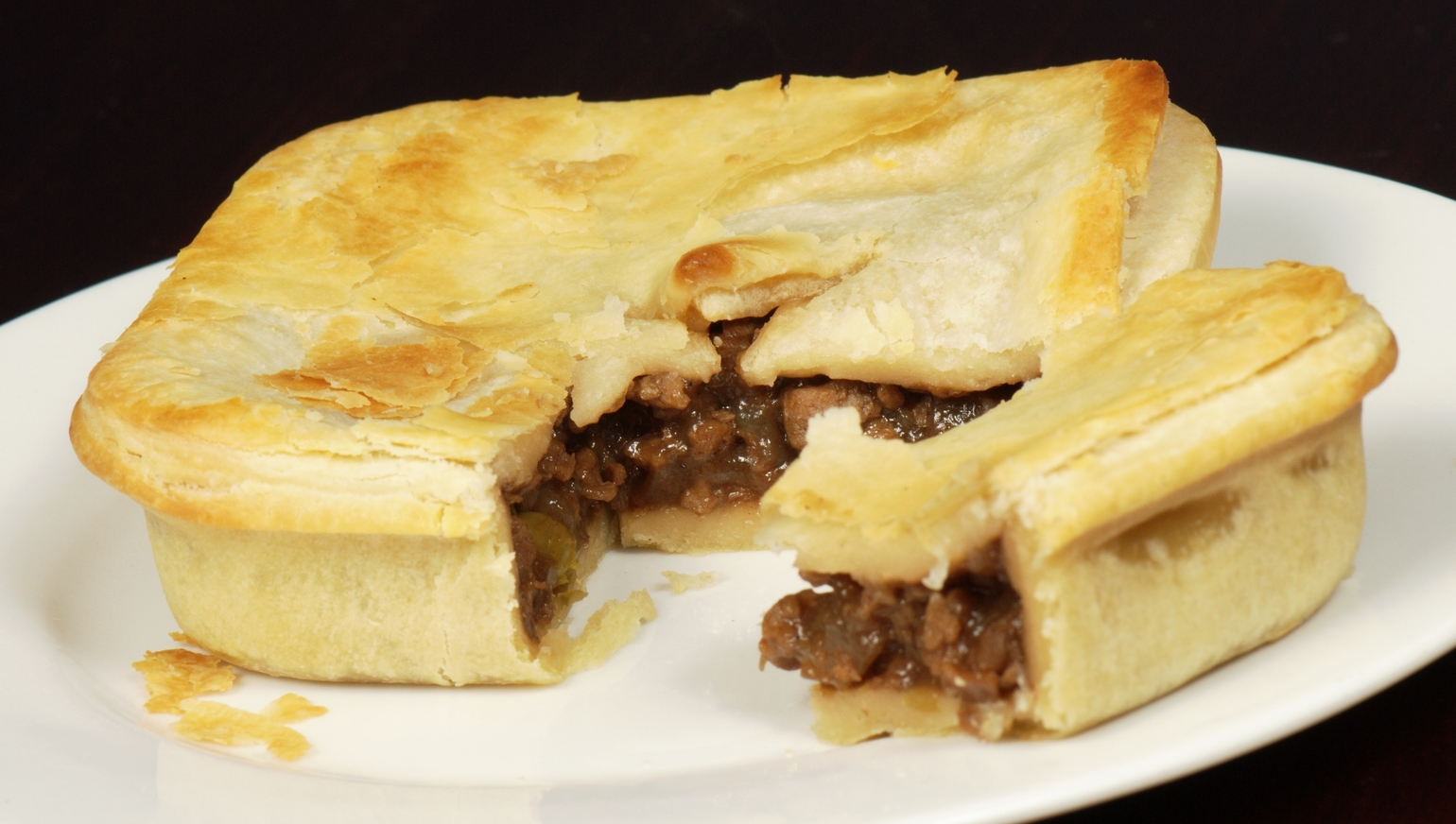
Veganes Fast Food: Australischer veganer Meat Pie mit Soja und Pilzfüllung

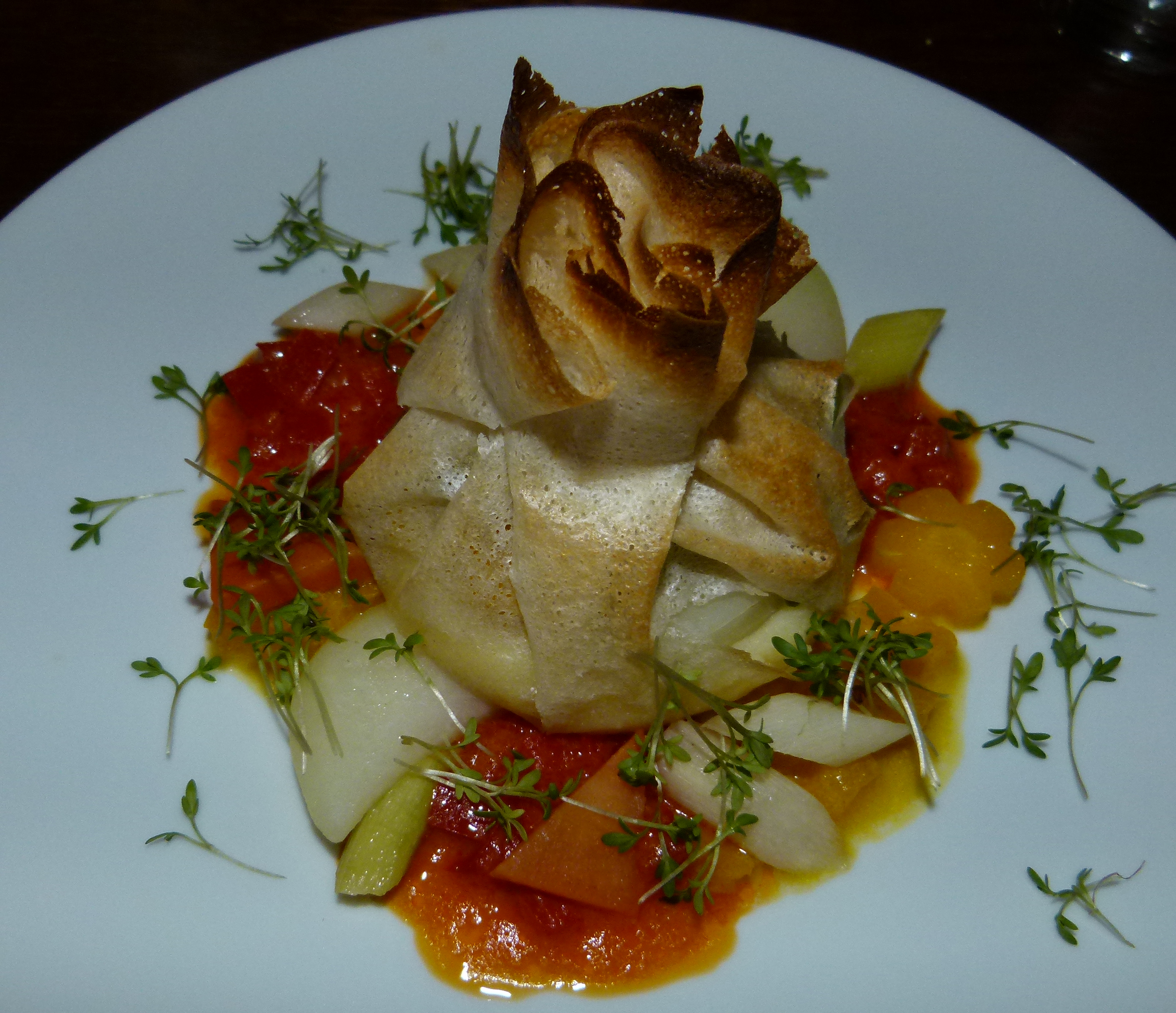
Veganes Gericht: Gebackenes Gemüsesäckchen

Einige pflanzliche Nahrungsmittel eignen sich besonders als Fleischersatz. Dazu gehören neben Pilzsorten wie Krause Glucke auch Kohl- und Rübenarten, die sich als vollwertiges Hauptgericht zubereiten lassen. Adaptionen von Spezialitäten aus der deutschen und österreichischen Küche stellen vegetarische Schnitzel aus Yacon, Steckrüben und Sellerie sowie Eintopfgerichte wie vegetarischer Steckrübeneintopf dar. Auch die Früchte des Jackfruchtbaums dienen als Fleischersatz.
In Ost- und Südostasien wurden traditionell Tofu und andere Sojaprodukte wie Miso und Yuba als Eiweißlieferant, Würzmittel, Käse- und Fleischersatz verwendet. Verschiedene Zubereitungsformen wie Tofubratwürste, Bratlinge oder Sojamilch oder Räucherprodukte sind fertig erhältlich. Seitan und Polentazubereitungen ermöglichen Fleisch durch Getreideprodukte ähnlicher Konsistenz zu ersetzen. Auch werden eiweißreiche Hülsenfrüchte wie Linsen, Bohnen und Erbsen und Hefeprodukte als Fleischersatz bei Aufstrichen verarbeitet, da sie, wie auch Fleisch, hohe Mengen an Eiweißen enthalten.
Bei strengen Vegetariern werden u. a. Avocadocreme für Fleisch und Eier in kalten Speisen verwendet, Nährhefeflocken als Ersatz für Käse, Hefeextrakt als Ersatz für Fleischextrakt sowie Eier durch pürierte Bananen und Tofu sowie ein vermehrt stärkehaltiges Mehl oder spezielle industriell hergestellte Eierersatz-Produkte ersetzt und Nüsse- und Pflanzenöle als Vitamin- und Geschmacksträger verstärkt verwendet.